# Li Shouxin

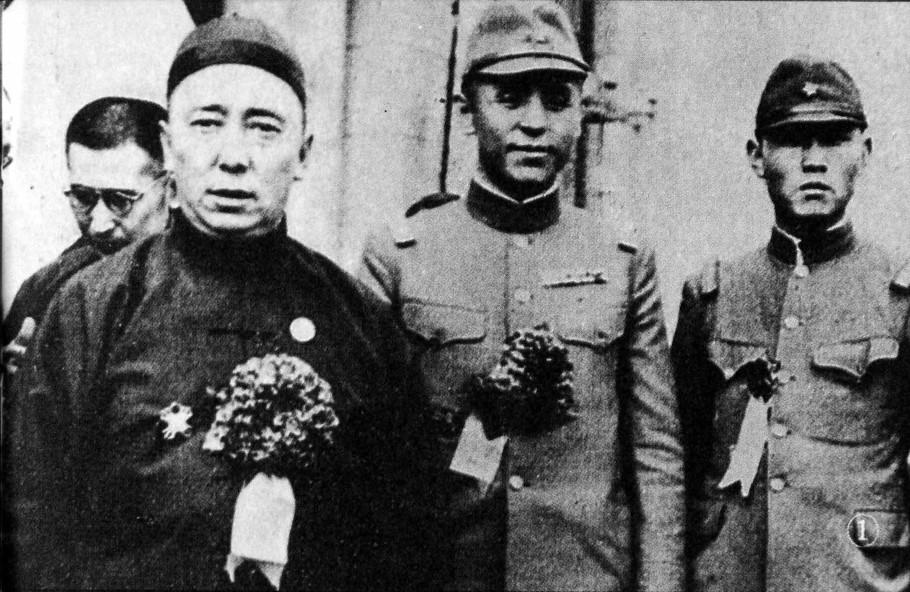
Li Shouxin (au centre), avec le prince Demchugdongrub (à gauche).

 Li Shouxin (李守信, 11 juin 1872 - mai 1970) est un général chinois pro-Japonais qui fut membre de l'armée nationale du Mengjiang et de l'armée impériale du Mandchoukouo.

## Biographie
D'origine mongole, Li est né dans une famille de petits propriétaires terriens. En 1919, il s'enrôle dans les forces de la clique du Zhili de la province du Jehol et gravit rapidement les échelons jusqu'au rang de colonel. Assigné à Tongliao dans l'actuelle Mongolie-Intérieure, il participe à la répression de la révolte de Gada Meiren (en) en 1929.
En 1933, ses forces affrontent l'armée impériale japonaise à la frontière avec le Mandchoukouo, et Li réussit à abattre un avion japonais. Cela ouvre la porte aux négociations et, en échange d'armes, d'argent, et de matériel, Li rejoint le camp japonais et est nommé commandant d'une partie de Mongolie-Intérieure et du Jehol. En 1933, il commande les forces du Mandchoukouo lors de la défense des fortifications de Dolon Nor (en) contre l'armée anti-japonaise populaire du Cháhāěr. Fin 1935, il aide le prince Demchugdongrub à prendre le contrôle de six districts du Nord du Cháhāěr. Durant les deux années suivantes, il commande le détachement du Mandchoukouo dans l'armée de Mongolie-intérieure lors de la campagne du Suiyuan.
En février 1936, Li contrôle une grande partie de la province du Cháhāěr, et prête allégeance au prince Demchugdongrub. il devient alors chef d'État-major de la nouvelle armée mongole et, après l'établissement du Mengjiang, commandant de l'armée nationale du nouveau pays.
En 1940, Li rencontre Zhou Fohai et des représentants du gouvernement national réorganisé de la République de Chine à Tsingtao dans le but de discuter de l'intégration du Mengjiang dans la Chine. Cela est finalement accompli en 1941 et le Mengjiang devient la fédération autonome mongole semi-indépendante.
Cependant, à la suite de la détérioration de la situation des Japonais vers la fin de la Seconde Guerre mondiale, Li rencontre Tchang Kaï-chek en secret et rejoint le Kuomintang en échange d'une nomination en tant que général de l'armée de la 10e route. Après la victoire du Parti communiste chinois en 1949, Li fuit brièvement en exil à Taïwan. Sur la forte insistance de Demchugdongrub, il revient cependant en Mongolie-Intérieure pour devenir vice-directeur de la défense du gouvernement autonome de Mongolie-intérieure. L'armée communiste refuse cependant de reconnaître sa position et ordonne son arrestation quelques mois plus tard. Li fuit ainsi vers la Mongolie. En septembre 1950, ce pays accède aux demandes chinoises et extrade Li en Chine où il est jugé pour activités anti-chinoises et est emprisonné. Il est gracié en 1964 et assigné à un travail au musée d'histoire de Hohhot en Mongolie-intérieure. Il meurt dans cette ville en mai 1970.

## Sources
- Dryburgh, Marjor. North China and Japanese Expansion 1933-1937: Regional Power and the National Interest. RoutledgeCurzon (2000).  (ISBN 0-7007-1274-7)
- Jowett, Phillip S., Rays of The Rising Sun, Armed Forces of Japan’s Asian Allies 1931-45, Volume I: China & Manchuria, 2004. Helion & Co. Ltd., England.
- 中国抗日战争正面战场作战记 (China's Anti-Japanese War Combat Operations)
  - Guo Rugui, editor-in-chief Huang Yuzhang
  - Jiangsu People's Publishing House
  - Date published : 2005-7-1
  -  (ISBN 7-214-03034-9)
  - Online in Chinese: https://web.archive.org/web/20090116005113/http://www.wehoo.net/book/wlwh/a30012/A0170.htm
    - 第二部分：从“九一八”事变到西安事变察哈尔民众抗日同盟军 1
    - Part II : from the "September 18 Incident" to the Xi'an Incident: Anti-Japan military alliance
    - https://web.archive.org/web/20070928130306/http://www.wehoo.net/book/wlwh/a30012/04574.htm